# Maria Portela

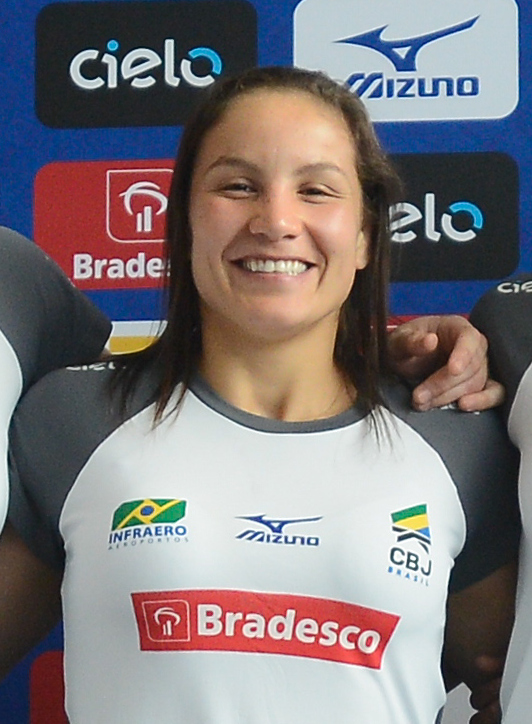
Maria Portela (2016)

Maria de Lourdes Mazzoleni Portela (* 14. Januar 1988 in Júlio de Castilhos, Rio Grande do Sul) ist eine brasilianische Judoka.

## Sportliche Karriere
Die 1,58 m große Maria Portela kämpft im Mittelgewicht, der Gewichtsklasse bis 70 Kilogramm. 2009 erkämpfte sie die Silbermedaille bei den Panamerikanischen Meisterschaften hinter Yuri Alvear aus Kolumbien. Im selben Jahr gewann sie den Titel bei den brasilianischen Meisterschaften. 2011 belegte sie hinter Yuri Alvear den zweiten Platz bei den Südamerikameisterschaften. Einen Monat später unterlag sie im Finale der Panamerikanischen Meisterschaften der Kubanerin Onix Cortés. Im Juli siegte sie bei den Militärweltspielen in Rio de Janeiro. Bei den Panamerikanischen Spielen in Guadalajara verlor sie im Halbfinale gegen Yuri Alvear, erkämpfte aber eine Bronzemedaille. Im April 2012 gewann Maria Portela die Panamerikanischen Meisterschaften, wobei sie im Halbfinale Yuri Alvear und im Finale Onix Cortés bezwang. Einen Monat später gewann sie in Moskau ihr erstes Grand-Slam-Turnier. Bei den Olympischen Spielen in London traf sie in der ersten Runde auf Yuri Alvear und schied aus.
Ihre nächste internationale Medaille gewann Maria Portela erst 2015, als sie sowohl bei den Panamerikanischen Meisterschaften in Edmonton als auch bei den Panamerikanischen Spielen in Toronto Bronze erkämpfte. Im Oktober 2015 siegte sie zum zweiten Mal bei den Militärweltspielen. Bei den Olympischen Spielen 2016 in Rio de Janeiro besiegte sie Assmaa Niang aus Marokko und unterlag im Achtelfinale der Österreicherin Bernadette Graf. 2018 siegte Portela beim Grand-Slam in Jekaterinburg. 2019 war sie Zweite bei den Panamerikanischen Meisterschaften hinter María Pérez aus Puerto Rico. Im Jahr darauf siegte sie bei den Panamerikanischen Meisterschaften, wobei sie im Finale Pérez bezwang. Im März 2021 gewann Maria Portela beim Grand-Slam-Turnier in Tiflis ihren dritten Grand-Slam-Titel. Bei den Olympischen Spielen in Tokio unterlag sie im Achtelfinale der Russin Madina Taimasowa.